# Szent Paraszkiva-fatemplom (Papolc)
A papolci Szent Paraszkiva-fatemplom műemlékké nyilvánított épület Romániában, Kovászna megyében. A romániai műemlékek jegyzékében a  CV-II-m-B-13252 sorszámon szerepel.

## Története
Az 1814-ben épült fatemplomot a zágoni egyházközség ajándékozta a papolciaknak, amikor régebbi templomuk leomlott. 2003-ban a templomot felújították.